# Corydoras melini
Corydoras melini è un pesce tropicale d'acqua dolce, appartenente alla famiglia Callichthyidae.

## Distribuzione e habitat
Questa specie è originaria delle acque interne dell'America meridionale, nei fiumi Meta e Rio Negro.

## Descrizione
C. melini presenta la tipica forma del genere Corydoras, con corpo tozzo, testa grossa e bocca rivolta verso il basso, provvista di barbigli, sezione triangolare, due file di robuste scaglie formanti una corazza che si intersecano lungo i fianchi, pinbne triangolari sorrette da raggi robusti. La livrea di questa specie è semplice, e simile ad altre specie come Corydoras panda e Corydoras davidsandsi: su un fondo color sabbia chiaro dai riflessi metallici una linea nero velluto corre verticalmente dalla fronte alla gola, coprendo l'occhio, mentre un'altra, più lunga, copre la radice della pinna dorsale e arriva alla radice della pinna caudale. Le pinne sono trasparenti.

Raggiunge una lunghezza massima di 5 cm.

## Riproduzione
La coppia, dopo un lungo corteggiamento, si prepara alla deposizione: la femmina depone un piccolo gruppo di uova e le sorregge con le pinne ventrali, aspettando che il maschio le fecondi. Successivamente si muove verso una superficie piatta, scelta precedentemente, dove farle aderire (le uova di Corydoras sono ricoperte da una sostanza adesiva). Il processo viene ripetuto fino al raggiungimento di 100 uova fecondate circa.

## Classificazione
Venne classificato nel 1930 da Einar Lönnberg e Hialmar Rendahl.

## Acquariofilia
Si può allevare in acquario e riprodurre con successo in cattività.

## Stato di conservazione
Nel Tiquie Rio (alto Rio Negro) risente della raccolta per il commercio acquariofilo, ma gli effetti di raccolta sembrano essere trascurabili.